# Cove (Oregon)
Cove è una città degli Stati Uniti d'America situata nell'Oregon, nella Contea di Union.